# Chrysothrix chlorina
Chrysothrix chlorina is een korstmossoort uit de familie Chrysothricaceae.

## Ecologie
Chrysothrix chlorina betreft een epilitisch korstmos. De soort leeft op relatief droge, beschaduwde, stenige substraten met een relatief lage pH. Typische standplaatsen zijn de ontsluitingen van kiezel- en zandsteenrotsen. Soms wordt de soort ook aangetroffen op stenige substraten van antropogene oorsprong.

### Syntaxonomie
De soort is diagnostisch voor de vegetatie van de poederkorst-klasse (Chrysotrichetea chlorinae). De wetenschappelijke naam van deze klasse is bovendien afgeleid van de naam van deze soort.

## Verspreiding
Chrysothrix chlorina kent een zeer groot (bijna kosmopolitisch) verspreidingsgebied. De soort komt voor op alle werelddelen. In Nederland komt de soort niet voor.

## Toepassingen
In Scandinavië gebruikte men de soort om bruine kleurstof van te maken om wol mee te verven.

## Fotogalerij

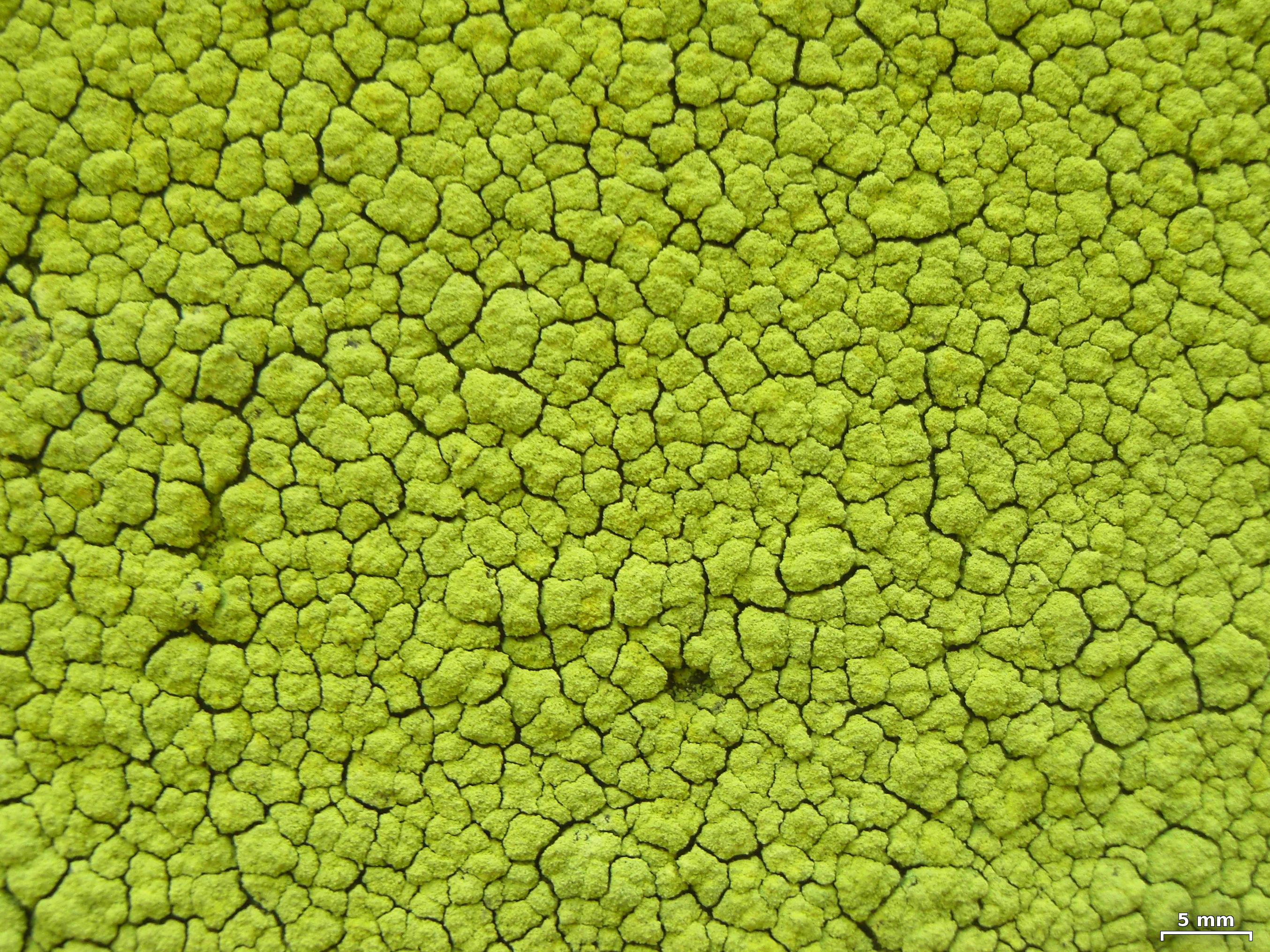
Close-up van het thallus
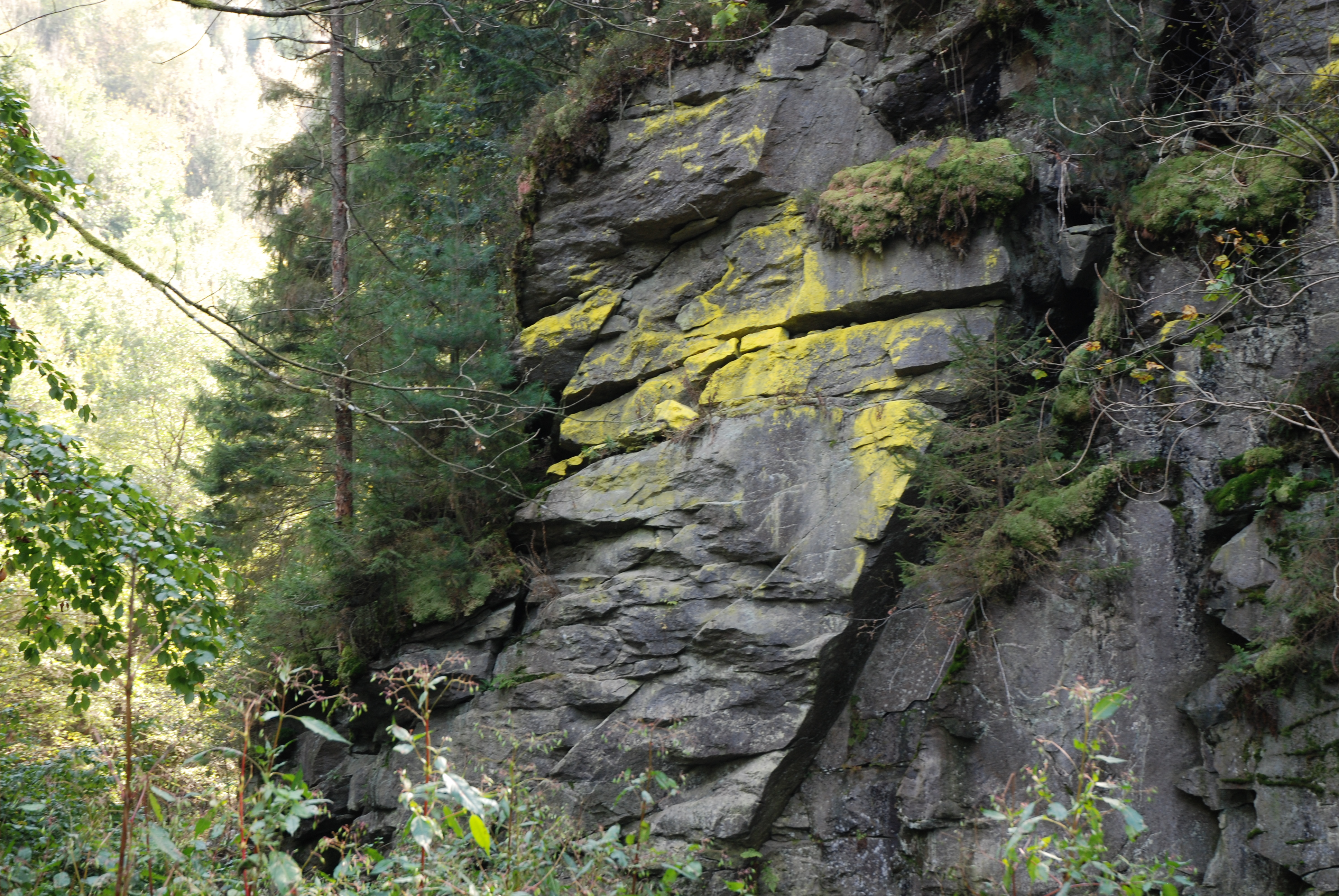
De soort op een rots in Oostenrijk